# Будинок літератури (Тронгейм)
Litteraturhuset i Trondheim (з норв. будинок літератури у Тронгеймі) — артцентр у норвезькому місті Тронгейм, заснований 2011 року без власного приміщення; знімає приміщення в «музейному кварталі» міста, утвореному колишньою пожежною частиною та бібліотекою — 2013 року в тому ж приміщенні розмістився й Кунстгалле Тронгейма (норв. Kunsthall Trondheim). Формально центр відкрився 15 жовтня 2016 року, хоча до цього встиг провести низку мистецьких заходів.

## Історія та опис
Після відкриття «Будинку літератури» в Осло, яке відбулося восени 2007 року, одразу в кількох містах Норвегії з'явилися ініціативні групи, які виступали за створення аналогічних установ. Успіх столичної організації, яку вже в перші роки існування відвідувало понад 250 000 осіб на рік, сприяв популяризації ідеї створення мережі подібних центрів. Першим містом, де ці плани втілили, став Берген — приміщення площею близько 2000 м² відкрито в січні 2013 року.
2008 року асоціація письменників Тронгейма (Trøndersk Forfattarlag) почала систематично працювати над створенням «будинку літератури» за зразком в Осло: група авторів створила робочу групу для вивчення потенційних можливостей. Вони працювали спільно з муніципалітетом, щоб знайти рішення, також намагалися знайти партнерів та спонсорів, які могли б підтримати проєкт. Від самого початку як місце можливого розташування згадували колишню будівлю головного пожежного депо.
У результаті робочу групу замінила спільна «Проєктна група для будинку літератури», до якої увійшли й представники публічної бібліотеки міста. У серпні 2009 року групу очолила менеджерка бібліотеки Беріт Скіллінгсаас Нігорд (Nygård). Проєктна група створила «тимчасове рішення» для «Litteraturhus Trondheim» — бібліотека надала йому свої приміщення для облаштування та діяльності. 2011 року проєктну групу замінено виконавчим комітетом, до якого увійшли й представники бізнес-спільноти. Того ж року відразу кілька муніципальних політиків підтримали ідею створення будинку літератури, а в грудні 2011 року Фонд культури виділив на створення попереднього проєкту 260 000 норвезьких крон; фонд «Fritt Ord» виділив ще 200 000 крон.
У травні 2012 року група опублікувала опис проєкту Litteraturhus'а в Тронгеймі: група дійшла висновку, що будівля «Huitfeldtgården» — найкращий варіант для розміщення установи — і в лютому 2012 року фонд «Fritt Ord» надав ще 2 млн крон. Річний бюджет оцінювався у 5 млн крон. У листопаді 2012 року питання розглянув комітет із культури муніципалітету і підтримав проєкт загалом, але висловився проти його розміщення в будинку Huitfeldtgården — через фінансовий бік переобладнання історичної будівлі. Коли в грудні те саме питання розглянула міська рада Тронгейма, результат був таким самим. Політики попросили провести додаткове дослідження щодо можливості спільного розміщення центру із центральним офісом публічної бібліотеки. У листопаді 2012 року мер міста вперше виступив із публічною заявою з теми: головним запереченням було те, що модель змісту та діяльності «будинку літератури» (його цілі та завдання) була недостатньо продумана.
У грудні 2012 року рада округу Сер-Треннелаг ухвалила рішення надати для створення центру свої кошти, за умови, що муніципалітет також зробить внесок. При цьому Litteraturhus почав діяльність у Тронгеймі ще до затвердження концепції: ініціатори проєкту змогли використати як свої власні приміщення, так і громадські будівлі — вони проводили заходи в соборі Нідарос, у бібліотеці, Візенкені, Докхусеті та в низці інших приміщень міста.
Навесні 2015 року до керівництва проєкту приєднався історик і лівий політик Тронд Ам, який зміг розробити концепцію будинку літератури, яку міська влада визнала «життєздатною». Того ж року міська рада вирішила заснувати «будинок літератури». Згідно з досягнутим компромісом, центр розмістився в одній будівлі з бібліотекою та виставковою залою для творів сучасного мистецтва.

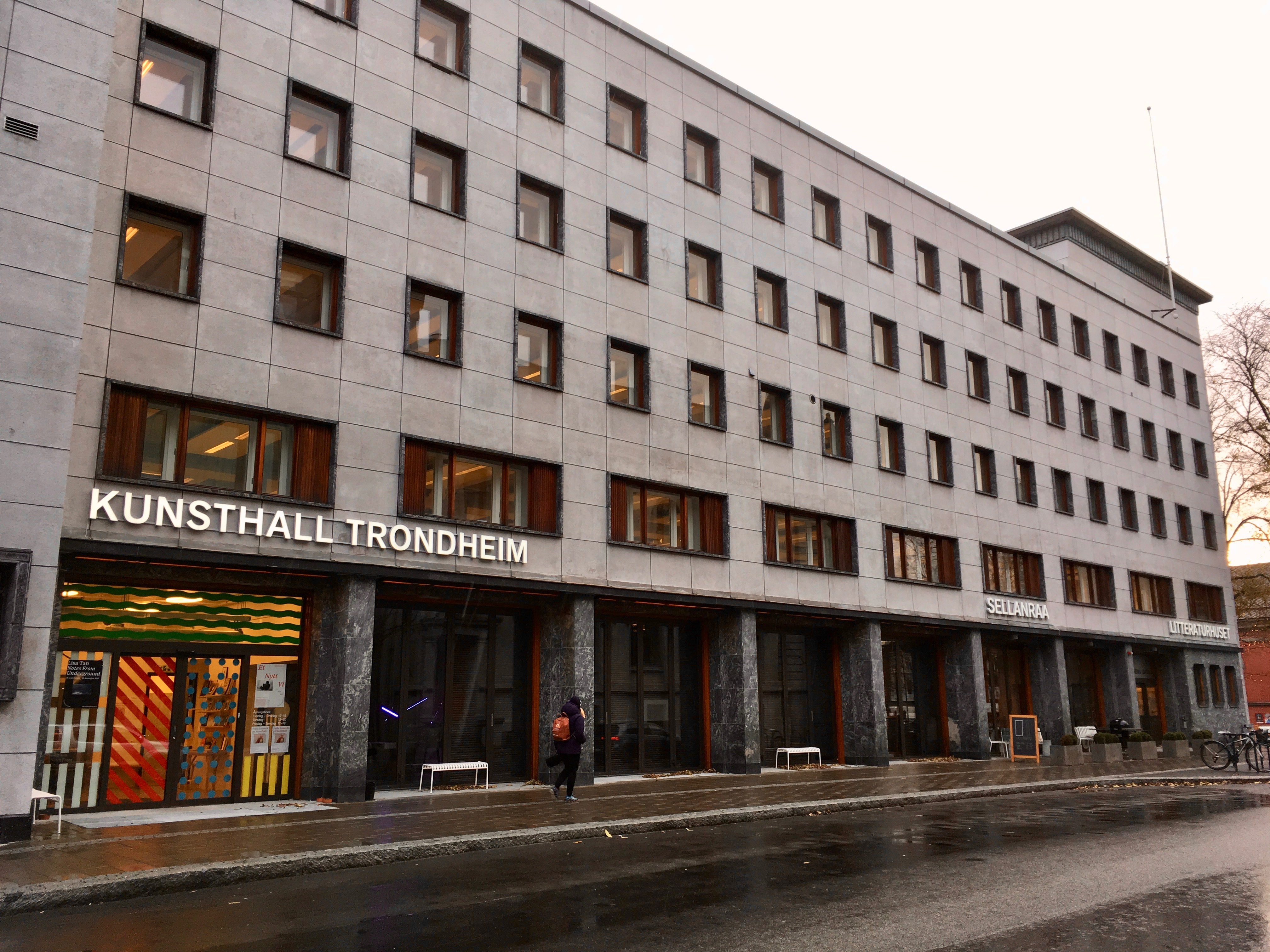
Кунстгалле Тронгейма

Тронд Ам був генеральним директором Будинку літератури від моменту його відкриття і до призначення політика 2024 року членом міської ради. Новим генеральним директором стала програмна менеджерка Ая Бугге.

### Кунстгалле
Виставковий зал «Kunsthall Trondheim» — це художній музей, що спеціалізується на сучасному мистецтві; його засновано 2013 року та урочисто відкрито 20 жовтня 2016 року. Як виставку-відкриття представили експозицію робіт групи норвезьких та іноземних авторів, серед них твори Кайса Дальберг, А. К. Дольвен, Валі Експорт, Клер Фонтен та Александри Піричі. Від 2013 року директором-засновником зали була Гелена Голмберг; власниками приміщення є муніципалітет міста Тронгейм та муніципалітет Сер-Тренделаг.